# Фриц, Джон
Джон Ф. Фриц (англ.John Fritz; 1822-1913) – американский инженер, изобретатель, металлург, пионер в области технологий производства железа и стали, которого называли «отцом сталелитейной промышленности США».
Самоучка. В 1857 году сконструировал Прокатный стан, в 1873 году – прокатную линию.
В 1902 и 1910 годах был отмечен за достижения в области инженерии. 
В честь его 80-летия в 1902 году была учреждена медаль Джона Фрица, первым лауреатом которой стал сам Фриц.